# ボルティジャーダス
ボルティジャーダス（イタリア語: Bortigiadas）は、イタリア共和国サルデーニャ自治州サッサリ県にある、人口約800人の基礎自治体（コムーネ）。

## 地理

### 位置・広がり

#### 隣接コムーネ
隣接するコムーネは以下の通り。
- アッジュス
- ペルフガス
- サンタ・マリーア・コギーナス
- テンピオ・パウザーニア
- ヴィッダルバ

## 行政

### 分離集落
ボルティジャーダスには、以下の分離集落（フラツィオーネ）がある。
- Tisiennari, Scalaruja, Nibareddu, Littigheddi, Lu falzu, Figaruia, Li paulis